# 夜明けのスキャット
「夜明けのスキャット」（よあけの - ）は、1969年3月10日に発売された由紀さおりのシングルレコード。2009年7月1日には初めてCDシングル化された。

## 解説
本曲はタイトルの通りに、1番は具体的な歌詞が全く登場せず、大半が「ルー、ルールルルー…」というスキャットで歌われる楽曲である（2番は普通に日本語の歌詞で歌唱）。大ヒットに至った火付け役として、ラジオの深夜放送が挙げられることがある。
なお、レコード発売の経緯については、1999年に発売されたCD「いずみたく作品集」にて次のように解説されている。
由紀が安田章子（本名）での歌手活動に区切りをつけた後に出演していたNHK「おかあさんといっしょ」を機として受けたCM歌手オーディションに合格、これが縁となって作曲者いずみたくが作曲した番組テーマ曲をスキャット部分のみ録音した。放送開始後、番組リスナーから放送局やレコード店への問い合わせが相次ぐ事態となり、レコード化が決定した。ところが由紀は結婚を目前に控えていたことや過去の歌手活動での失敗を懸念して再デビューに消極的だったため、いずみが由紀を説得し、その間に山上路夫に作詞を依頼。漸くレコード発売にこぎつけたとされている。
フジテレビのアニメ「サザエさん」の制作サイドは、2018年現在も使用されている主題歌の歌手としてオファーする予定だったが、この曲のリリースと重なり、最終的に断念している。
2009年4月8日に放送されたTBS系音楽番組『あなたが聴きたい! 歌の3時間スペシャル』では、1番に具体的な歌詞が全然無い理由として、もともと本楽曲が深夜ラジオ番組内のBGMに使われていたためであると紹介されている。
本曲のタイトルを『夜明けのスキャット』と命名したのは、当時の東芝音楽工業のディレクターで由紀さおりを担当した高嶋弘之である。
レコード・ジャケットの上部には「日本初のスキャット・ヒット!!」と記載され、A面/B面曲の英語タイトルも表記されている（下記「収録曲」参照）。
オリコンのシングル週間ヒットチャートで8週に渡って第1位を獲得し、109万枚を売り上げるミリオンセラーとなった。また、1969年の年間ヒットチャートでも第1位に輝いた。オリコン調査が公式発表された時期は前年の1968年1月からだったため本楽曲がオリコン史上、通算2作目の年間1位獲得ソングである。なお、過去にオリコン総合ヒットチャートで第1位を獲得した全楽曲中、もっとも歌詞の短い楽曲としてテレビ等で紹介されることがある（インストゥルメンタルを除く）。累計売上は150万枚に達する。
1969年大晦日の『第20回NHK紅白歌合戦』に、由紀は本楽曲で紅白初出場を果たした。また、同年の第11回日本レコード大賞で作詞の山上路夫が作詞賞を受賞した。2000年末の『第51回NHK紅白歌合戦』では他歌手の曲紹介をする合間に久保純子（紅組司会）と由紀がトークで絡む場面があったが、その中で由紀の方からそのころ急速に広まりつつあった携帯電話の着メロが鳴り出すシーンがあり、そのメロディが「夜明けのスキャット」であった。さらに、2012年の『第63回NHK紅白歌合戦』でも、由紀自身紅白で43年ぶりに本楽曲を歌唱披露し、アメリカ・ポートランドから生中継、ピンク・マルティーニとの共演で登場した。
シングルレコード発売から40周年を迎えた2009年、初CDシングル化された。カップリング曲は、CDシングル発売時点での最新スタジオ・アルバム『いきる』に収録されていた「夜の果てまで」をリカット。当楽曲も、イントロ部分でスキャットが挿入されている。ジャケット写真は1969年のオリジナルをベースに、B面タイトルの表記・規格品番等を改定したもので、歌詞カードには佐藤利明による解説を掲載している。

## 盗作説
1970年、日本テレビ系『巨泉×前武ゲバゲバ90分!』にて、大橋巨泉は「夜明けのスキャット」と「いいじゃないの幸せならば」をピアニスト中島一郎に弾かせた上、サイモン&ガーファンクルの「サウンド・オブ・サイレンス」とサンバの名曲「クマーナ」を弾かせ、「これは明らかに盗作である」と言った。対象が1969年のレコード大賞受賞曲だったため、巨泉のこの指摘は大きな話題を呼んだ。
1970年3月28日付の新聞で、作曲家の塚原晢夫は「もし盗作でないというなら、訴えたまえ、いずみ君。それが出来ないならレコード大賞は辞退すべきだ」と呼びかけたが、いずみたくは何も反応しなかった。巨泉は2004年の自伝の中で「今やいずみさんもこの世にないが、これもボクは主張を変えていない」と記している。
「夜明けのスキャット」と「サウンド・オブ・サイレンス」の類似については、社会学者の横山滋も『模倣の社会学』（丸善、1991年）のp.7で言及している。

## 収録曲
オリジナル盤（1969年）
- 両楽曲共に、作詞：山上路夫／作曲：いずみたく／編曲：渋谷毅

1. 夜明けのスキャット－Scat In The Dark－ [03:04]
2. バラのためいき－Whispering Rose－ [03:17]
  - 発売日：1969-03-10（規格品番：EP-1136）
  - ※ダブル（二つ折り）ジャケット。
  - 発売日：1971-08-05（規格品番：ETP-2493）
  - ※EP-1136の再盤。通常の1枚物ジャケット。

東洋紡プレゼント企画盤（1972年）
1. 夜明けのスキャット [03:04]
作詞：山上路夫／作曲：いずみたく／編曲：渋谷毅
2. 手紙 [02:55]
作詞：なかにし礼／作曲・編曲：川口真
  - 非売品（規格品番：DIA-52）
  - ※「東洋紡ダイヤモンド毛糸50周年記念盤」

CDシングル盤（2009年）
1. 夜明けのスキャット [03:08]
作詞：山上路夫／作曲：いずみたく／編曲：渋谷毅
2. 夜の果てまで [05:05]
作詞：本堂哲也／作曲：佐藤雅一／編曲：小林孝至
  - 発売日：2009-07-01（規格品番：QIUS-1001）
  - ※「タワーレコード30周年記念 限定生産」

## コラボアルバム「1969」
- 由紀さおりとピンク・マルティーニとのコラボレーション・アルバムの『1969』内に、由紀自身のセルフカバー「夜明けのスキャット」が7曲目に収録。このコラボアルバムが、2011年11月のカナダiTunesチャート、及びワールドミュージックiTunesジャズ・チャートで共に首位獲得となるなど、世界的に大ヒットとなった。
- 同アルバムは2011年の第53回日本レコード大賞・企画部門、芸術選奨文部科学大臣賞大衆芸能部門を各受賞。さらに翌2012年の『第63回紅白歌合戦』に「夜明けのスキャット」で、由紀はソロ歌手として20年ぶり13回目の紅白返り咲きを果たした[9]。

## カバー
THE YELLOW MONKEYのヴォーカル・吉井和哉は好んで本楽曲を歌い、シングル『嘆くなり我が夜のFantasy』やTHE YELLOW MONKEYのメンバーが監修した唯一のベスト・アルバム『MOTHER OF ALL THE BEST』に収録されている。吉井は今でもラジオなどで同曲がかかると体が止まるという。
活動中にライブで披露されることは無かったが、バンド解散後となる2012年には吉井和哉がソロとしてファンクラブ限定ライブで同曲を初披露。そして再結成した2016年に出演したSUMMER SONIC 2016の東京公演では由紀とのコラボで同曲を披露した。
- アニメ『少女革命ウテナ』の挿入歌として使用され、1998年発売のアルバム『少女革命ウテナ さあ、私とエンゲージして…』に錦城ロコの歌で収録された。
- 2001年には香西かおりもカバーした（アルバム『綴織百景VOL.8 のすたるじい』に収録）。
- 小島麻由美もライブでよくカバーしている（ライブアルバム『Songs For Gentlemen』に収録）。
- レイモン・ルフェーブル・グランド・オーケストラは1972年の初来日公演に際してスタジオ録音しているほか、同年のコンサートで演奏されたものがライブ・アルバムにも収録されている（但し、スタジオ録音は既にCD化されているが、ライブ音源はマスターテープが散逸しておりCD化はされていない）。

## 収録作品
○はサブスクリプションにて配信中の作品。
発売日が記載されている作品は同名作品があるもの。
- 夜明けのスキャット
  - 夜明けのスキャット (アルバム)
  - 由紀さおりの美しき世界 ○
  - 由紀さおりのすべて
  - ゴールデン・ディスク'75
  - ビッグヒットの全て
  - 由紀さおり全曲集（1977.11.20）
  - ガラスの日々 (アルバム)
  - 恋文・手紙 / 由紀さおり 歌謡デラックス
  - 由紀さおり ニュー・ベストナウ（1987.05.01） ○
  - 由紀さおり ニュー・ベストナウ（1987.12.25）
  - ベストナウ ○
  - 由紀さおり ニューベストナウ（1994.10.26） ○
  - 手紙〜夜明けのスキャット / 由紀さおり ベスト・コレクション
  - 由紀さおり全曲集（1997.10.22）
  - 由紀さおり全曲集（1998.10.21）
  - 由紀さおり 2001全曲集
  - 由紀さおり 夜明けのスキャット（2003.04.17）
  - 由紀さおり 2004全曲集 ○
  - 由紀さおり全曲集 〜35周年記念〜 COLLECTION I
  - Best Selection Original
  - 由紀さおり全曲集（2005.09.28）
  - Best & Best
  - Complete Single Box ○
  - GOLDEN★BEST
  - 由紀さおり プレミアムベスト ○
  - Passing Point ○
  - 由紀さおりベストオブベスト 〜55th Anniversary〜 ○
- 夜明けのスキャット ファンタジー
  - TOKYOワルツ
  - 由紀さおり全曲集（1995.09.27） ○
  - 由紀さおり全曲集（1996.10.23）
- 夜明けのスキャット (由紀さおり&ピンク・マルティーニ)
  - 1969 ○
  - 季節の足音 ○
  - 由紀さおり プレミアムベスト ○
- 夜明けのスキャット (ライブバージョン)
  - 由紀さおりリサイタル
  - いずみたくリサイタル

## 関連作品
- Complete Single Box - 由紀さおりのベスト・アルバム
- 1969 - 上述の通り、由紀さおりとピンク・マルティーニとのコラボレーション・アルバム
- 青春歌年鑑 1969 BEST30
- ヒット・カーニバル